# Liga de la Justicia
La Liga de la Justicia (en inglés: Justice League) es un equipo de superhéroes ficticios que aparecen en los cómics estadounidenses publicados por DC Comics. El equipo fue concebido por el escritor Gardner Fox durante la Edad de Plata de los cómics como una reinvención de la Sociedad de la Justicia de América de la Edad de Oro. Originalmente compuesto por Superman (Clark Kent), Mujer Maravilla (Diana Prince), Batman (Bruce Wayne), Flash (Barry Allen), Linterna Verde (Hal Jordan), Aquaman (Arthur Curry) y Detective Marciano (J'onn J'onzz), aparecieron por primera vez juntos como la Liga de la Justicia de América (JLA) en The Brave and the Bold # 28 (marzo de 1960).
La lista de la Liga de la Justicia ha ido rotando a lo largo de los años, compuesta por varios superhéroes del Universo DC, como Átomo (Ray Palmer), Big Barda (Barda Free), Canario Negro (Dinah Laurel Lance), Black Lightning (Jefferson Pierce), Capitán Marvel/Shazam (Billy Batson), Cyborg (Victor Stone), Elongated Man (Ralph Dibny), Flash (Wally West), Flecha Verde (Oliver Queen), Linterna Verde (John Stewart), Chica Halcón (Kendra Saunders), Hombre Halcón (Carter Hall),
Metamorpho (Rex Mason), Orion, Plastic Man (Eel O'Brian), Supergirl (Kara Zor-El), Power Girl (Kara Zor-L), Tornado Rojo, Stargirl (Courtney Whitmore) y Zatanna. En el reinicio de The New 52, Cyborg reemplazó al Detective Marciano como uno de los siete miembros fundadores.
El equipo recibió su propio título de cómic llamado Justice League of America en noviembre de 1960. Con The New 52 en 2011, DC Comics lanzó un segundo volumen de Justice League. En julio de 2016, la iniciativa DC Rebirth volvió a lanzar los títulos de cómics de Liga de la Justicia con el tercer volumen de Liga de la Justicia. Desde sus inicios, el equipo ha aparecido en varias películas, programas de televisión y videojuegos.

## Historia

### Origen de la Liga (pre-crisis)
De acuerdo al origen de la JLA que fue revelado en Justice League of America Vol. 1 # 9, los siete primeros grandes héroes se unieron para repeler una invasión extraterrestre de Starro, el conquistador. Cuando los héroes más grandes del mundo fueron incapaces de derrotar a esta amenaza alienígena de forma individual, el Detective Marciano, Flash (Barry Allen), Linterna Verde (Hal Jordan), la Mujer Maravilla, Aquaman, y Batman decidieron colaborar juntos como un equipo para derrotar a la invasión de Starro. Estos héroes entonces vieron que trabajando juntos como la Sociedad de la Justicia de América, trabajaban perfectamente.

#### Creación
Después de la recuperación exitosa del concepto de los superhéroes en la Edad de Plata, DC Comics encargó a Gardner Fox y a Mike Sekowsky el trabajo de revivir la Edad de Oro de la Sociedad de la Justicia de América. Fox fue inspirado el concepto de Liga debido a las diversas franquicias de diversos deportes en el momento (como la influida por parte de la popularidad de la NFL y la MLB) y decidió entonces crear un nuevo nombre para el proyecto, así fue como un nuevo equipo surgía y eliminaba el concepto de Sociedad al cual era anteriormente llamada la asociación de varios superhéroes, como había ocurrido anteriormente en la serie World's Finest Comics cuando se adentró en la concepción de juntar a héroes como Batman, Superman y Robin en una asociación para derrotar las fuerzas del mal. Fox y Sekowsky entonces dieron un nuevo concepto a la Sociedad, transformándola basándose en los conceptos anteriormente mencionados, creando la Liga de la Justicia de América en el año de 1960 y echando a mano la historia y los lápices en su primera aparición del equipo en la serie Brave and the Bold Vol.1 #28. Murphy Anderson también fue el entintador para esta primera historia.
A pesar de Superman y Batman hizo apariciones como miembros de la JLA en el debut, en un principio no estuvieron involucrados en la trama principal o en la gran batalla que tuvieron contra Starro el Conquistador. Los otros cinco miembros de la Liga que lucharon contra Starro tratando de liberar a los ciudadanos de Happy Harbor, Rhode Island a partir de su influencia mental. Lucas "Snapper" Carr, que era inmune a los poderes Starro se convirtió en un miembro honorario de la JLA. Fox, Sekowsky y Anderson creando dos historias más protagonizadas por la Liga de la Justicia en Brave and the Bold vol.1 #29 y el #30, tomando dicho éxito, el equipo creativo la liga de la Justicia obtuvo por fin su propio título.

### Evolución de la Liga de la Justicia de América

#### Edad de Plata (1960) y Edad de Bronce (1970's-1980's)
Durante la última década de la Edad de Plata, DC Comics, establecería que la Liga de la Justicia se encontraba en el universo que se denominaba Tierra-1. La Liga de la Justicia mantenía su primera sede en una cueva llamada El Refugio en Happy Harbor, Rhode Island. La Liga de la Justicia había empezado una tradición anual con sus homólogos de la Edad de Oro, la Sociedad de la Justicia de América, que correspondía en el Multiverso DC a Tierra-2, que resultó dicha historia en el Justice League of America Vol. 1 #21. Durante una de estas reuniones en equipo, la JLA y la JSA se encontraron en una aventura que involucró a una versión malvada de ellos mismos llamada el Sindicato del Crimen de América, que correspondía a un universo llamado la Tierra-3. Por ese entonces, la Liga de la Justicia añadió otros miembros a la formación original incluyendo a Flecha Verde, el Átomo (Ray Palmer), Hombre Halcón y a Canario Negro (esta última, procedente de Tierra-2, que había decidido migrar a Tierra-1, dejando a la Canario Original, su madre, Dinah Drake), debido a una batalla con el villano Aquarius, Larry Lance quien se había casado con ella fue asesinado, y deseando empezar de nuevo Dinah se mudó definitivamente a Tierra-1 donde se unió a la Liga de la Justicia de América.
Los miembros de la JLA se mantuvieron constantes desde la Edad de Plata a la Edad del Bronce. La Liga de la Justicia luego se trasladaría a la estación orbital Atalaya, cuando Snapper Carr sin saberlo puso en peligro la ubicación del Refugio. El satélite de la JLA estaba ubicado en una órbita geoestacionaria a unos 22,300 millas sobre la Tierra. las eventuales alianzas entre los equipos de la JLA y la JSA destacaron el regreso de otros héroes de la Edad de oro, como los 7 Soldados de la Victoria, los Freedom Fighters, Infinity Inc y los Young All-Stars. La JLA y JSA tuvieron una aventura en un viaje en el tiempo al lado de la Legión de Super-Héroes causada por el supervillano Mordru.
Durante la década de 1970, Elongated Man, Tornado Rojo, Chica Halcón y Zatanna se unirían oficialmente a la JLA. Phantom Stranger se unió oficialmente a la Liga de la Justicia durante este tiempo y aunque su estado activo fue apenas perceptible, apareció como un ser extraño para la mayoría, se presentó en los eventos de carácter cósmico. En 1980, Firestorm fue el último recluta de la lista de la Liga de la Justicia. En 1983, Batman renunciaría a la debido a la negativa del equipo para embarcarse en una misión de rescate en la Liga de la Justicia a Markovia. Batman luego formaría su propio equipo llamado los Outsiders.
La lista de la Liga de la Justicia mantuvo esta membresía a través de los años 80 hasta los acontecimientos de una invasión marciana ocurrida en las páginas de Justice League of America Vol.1 del #228 al #230. A raíz de repeler la invasión, el satélite de la JLA fue severamente dañada, sus miembros había desmoralizados y abatidos, habían puesto en duda el futuro del equipo. Aquaman decidió adoptar una postura en la cual, la Liga de la Justicia necesitaba de tiempo completo que lo le dejaría con mínimas posibilidades de cumplir con sus obligaciones de su identidad civil. El resultado fue la salida de varios miembros y el final de esta lista.

### La Liga de la Justicia de Detroit
Luego de la eventual disolución del equipo los miembros que se quedaron fueron: Aquaman, el Detective Marciano, Elongated Man y Zatanna. En el número de Justice League of America Anual Vol.1 #2, Aquaman había reorganizado la Liga. A su vez lograron unir a nuevos miembros, como Commander Steel, Vibe, Gitana y Vixen. El equipo instaló su nueva base en un complejo industrial en Detroit, este cuartel, al cual apodaron el Búnker fue auspiciado por el abuelo de Commander Steel (y anterior héroe con dicha identidad), Hank Heywood.
Aquaman finalmente tendría que dejar el grupo para volver a sus funciones en Atlantis dejando al Detective Marciano como reemplazo asumiendo el liderazgo. Después de los sucesos de la Crisis on Infinite Earths, el equipo fue expulsado del Búnker después de un desacuerdo entre Commander Steel y su abuelo, el dueño de la propiedad. La Liga de la Justicia se trasladaría a su sede original, el Refugio. Después de haber dejado a los Outsiders, Batman fue nombrado presidente provisional de esta Liga de la Justicia por un breve período. Después del tiempo que estuvo Batman con el equipo, el papel de presidente volvería a manos del Detective Marciano. Algún tiempo después, Zatanna dejaría la JLA después su la fusión con la divinidad.
El resto de la Liga de la Justicia se mantuvo activa hasta el arco argumental de la saga Legends. En un complot para dominar la Tierra, Darkseid envía al Glorious Godfrey a la Tierra en forma del humano llamado G. Gordon Godfrey para destruir la popularidad de los superhéroes. Darkseid había ordenado a Desaad para que creara a Brimstone para poder manipular a varios héroes que entrasen en conflicto en la Tierra para que fuese causado por estos héroes. Después de que la Liga de la Justicia fuera derrotada por el Brimstone, Elongated Man renunciaría a la Liga de la Justicia como resultado de estos eventos.
Entonces, el Detective Marciano disolvió el equipo en respuesta a una orden presidencial que prohibía a los superhéroes. Durante este evento, un viejo enemigo de la JLA, el profesor Ivo, atacó a todos los miembros con duplicados androides de sí mismo. Vibe fue asesinado por uno de estos androides cuando creía que lo había derrotado. De Commander Steel había quedado en coma y quedando entre la vida y la muerte después de haber destruido uno de sus androides. Gitana se escapó de uno de estos androides y regresaría con su familia. El Detective Marciano y Vixen destruyeron al resto de los androides y contuvieron al Profesor Ivo en custodia. Vixen decidió renunciar a la Liga de la Justicia con el Detective Marciano quedándose como el único miembro. Afirmó que, "La Liga debe continuar."

### Cambios post-crisis-Edad Moderna
En 1989, en Secret Origins N.º 32, el origen de la Liga fue cambiado. Si bien se basaba en la misma historia, en la formación no aparecían ni Superman, ni Batman, y la Mujer Maravilla y había sido reemplazada por Canario Negro.

#### JLA: Año uno
Durante la década de 1980, todo el Universo DC había sido replanteado todas sus historias. El origen de la JLA fue revisado en la miniserie JLA: Año Uno, Se efectuaron algunos cambios para explicar las inconsistencias de otros personajes al cual se habían cambiado sus respectivos orígenes en el Universo DC. Por ejemplo, Superman, Batman y Mujer Maravilla nunca fueron miembros fundadores de la Liga de la Justicia debido a los cambios realizados en sus orígenes y su historia replanteada. Canario Negro se añadió como miembro fundador como fue presentado en JLA: Año Uno.
La Liga de la Justicia ha sido idea de Batman. La amenaza en cuestión el alienígena Starro fue ajena al hogar de Aquaman en la Atlántida, ya que era demasiado grande para que cualquier héroe solo lo combatiera. Así, la Liga de la Justicia en los Estados Unidos nació, un club interplanetario de superhéroes dedicada a la defensa del universo. Cuando la Tierra se vio amenazada por la invasión alienígena de Appelliax, muchos héroes se encontraron que no podían luchar contra dicha amenaza por sí solos. Un equipo formado que consistió en Flash (Barry Allen), Linterna Verde (Hal Jordan), el Detective Marciano, Canario Negro y en Aquaman. Su base de operaciones era una cueva en Happy Harbor, Rhode Island y fue secretamente financiada por Flecha Verde. El equipo había pasado por muchos cambios desde entonces, con la incorporación y salida de muchos miembros. Esta versión de la formación original del equipo fue ampliada para incluir a Superman, Batman, Mujer Maravilla, y a Flecha Verde, a Tornado Rojo, Átomo (Ray Palmer), Zatanna, a Elongated Man, y a Firestorm. Luego, estos se trasladaron a una base en un satélite en órbita a 22,300 millas sobre la Tierra, este equipo estaba ubicado su existencia los años 1980. Muchos de los miembros originales dejaron por varias razones personales, y el equipo tuvo que crecer de nuevo.
- (Nota: después de la Crisis infinita, la lista de fundadores fue retomaron el origen de los años 60 a su forma original).

### La internacionalización de la Liga: La aparición de la Liga de la Justicia Internacional
Después de la miniserie Legends, se decidió que debería haber una nueva imagen más actual para Liga de la Justicia, por lo cual decidieron replantear una nueva liga de la justicia, ampliada más en el ámbito de estatus internacional. No obstante, estaría alineada su base de operaciones en Estados Unidos, pero operando a escala global. Debido a lo anterior, y lo ocurrido durante la saga Legends, y lo acaecido con la Liga de la Liga de la Justicia de Detroit, El Doctor Fate entonces se había encargado de reunir a un grupo de superhéroes y formó una nueva Liga de la Justicia, esta vez de carácter internacional, Entonces, el Empresario Maxwell Lord decidió invitar a un grupo de héroes para unirse a una "nueva" Liga de la Justicia. Dicha afiliación uniría a Batman (quién ocasionalmente aparecería, ya que mantenía un estatus de bajo perfil), al Detective Marciano, Canario Negro, Sr. Milagro, Oberon, Dr. Fate, al Capitán Marvel, la Doctora Luz, Blue Beetle (Ted Kord), y al Linterna Verde (Guy Gardner). Esta nueva Liga se caracterizaba por cometer más errores de los que solucionaba, sus miembros hacían bromas constantemente (y riéndose de una manera muy particular: BWA-HA-HA!!). Resultó ser un grupo muy inestable, cada uno con un montón de problemas interpersonales. La Doctora Luz no pasaba mucho tiempo activo en el equipo, y como lo había hecho antes, la Liga volvió a expandirse. Booster Gold pasó a ser la nueva incorporación, luego decidieron concederle a la Liga un estatus de parte de la ONU a través de una carta que le autorizaba el carácter internacional. El Capitán Átomo, Rocket Red, Elongated Man, Fuego, y Hielo se habían convertido en lo nuevos miembros de la Liga de la Justicia Internacional.
La JLI finalmente se dividió en varios equipos, sobre todo que la Liga de la Justicia original seguía manteniéndose en los Estados Unidos con su sede en Nueva York, y con una Liga de la Justicia en Europa, en la ciudad de París, Francia. La rama europea incluyó a Flash (Wally West), Animal Man, Metamorfo, Power Girl, así como el regreso de la Mujer Maravilla y Elongated Man. Los equipos continuaron evolucionando, y añadiendo muchos más miembros, tales como L-Ron, Crimson Fox, Bloodwynd, Máxima, Nuklon, Obsidian, Demonio de Tasmania, Capitán Triumph, y Maya. Amazing-Man, Blue Devil y Yazz además de los nuevos miembros en la rama americana de la Liga de la Justicia en diferentes momentos. Commander Steel mientras se encontraba en estado de coma, la embajada de la JLA fue destruida por Despero. Finalmente la sede orbital fue destruida, matando a Metamorfo y otra vez la Liga tambaleó provocando el inicio de la ruptura del equipo.

#### División de la Liga de la Justicia Internacional:Liga de la Justicia EuropayLiga de la Justicia de América
Al final, una floreciente Liga internacional quedaría dividida en dos equipos después de la saga Rupturas. La Liga de la Justicia de América se mantendría en los Estados Unidos, mientras que Liga de la Justicia Europa se trasladaría definitivamente a París. Liderada por el Capitán Átomo, sus miembros eran Flash, Power Girl, Mujer Maravilla, Elongated Man, Animal Man, el supersoldado soviético Rocket Red, y Metamorfo. Más tarde, ambas ligas se unirían una vez más en una sola Liga de la Justicia de América.

#### El segundo intento de recrear la JLI y nuevas divisiones
Después de la muerte de Hielo, la Liga de la Justicia se fracturó una vez más y la Liga de la Justicia de América continuaba una vez más con más cambios, finalmente reconstruirían una base en el espacio. La Liga de la Justicia Europa, retomando el nombre de Liga de la Justicia Internacional, por su parte, el Capitán Átomo formó su grupo de héroes llamados Extreme Justice mientras que el Detective Marciano dirigió un equipo del Gobierno llamado Liga de la Justicia: Task Force.
Liga de la Justicia: Task Force comenzó con solo el Detective Marciano y Gitana y luego se unirían otros héroes distintos simplemente contratados para una o varias misiones determinadas. Más tarde, el equipo creció con los miembros reales a largo plazo, como Ray, Despero/L-Ron, y otros. Finalmente, todos los equipos fueron reemplazados por los más grandes nombres en el Universo DC.
Posteriormente también se adjuntaría un equipo de superhéroes destinado a fracaso, ya que estuvo formado con los más ineptos meibros, algunos formados con una mezcla de antiguos supervillanos y héroes como Mayor Desastre, Gran Señor, Mighty Bruce Cluemaster, Rey Reloj, Multi-Man, G'nort y Scarlet Skier. Este grupo fue creado cuando los incompetentes miembros de la Liga de la Injusticia (Injustice League) decidieron cambiar de lado, y Maxwell Lord (que financiaba a la League) aceptó sus ofertas y, junto con G'nort (que a su vez invitó al Scarlet Skier), los envió a la Antártida para quitárselos del camino. Luego de detener a un grupo de híbridos pingüino/pirañas solamente para destruir toda su base en un terremoto, fueron despedidos. Sin embargo, y a pesar de no tener una embajada, el grupo permaneció unido, desempeñando la función de guardaespaldas de Maxwell Lord cuando se encontraba en coma después que le dispararan. También se unieron a las Ligas americana y europea, al grupo Conglomerado (Conglomerate), y al cazarrecompensas intergaláctico Lobo en una batalla contra Despero. Luego de esto, finalmente abandonaron la Liga.

##### Una nueva Liga de la Justicia Internacional dentro del reinicio del Universo DC 2011
A partir de septiembre de 2011, y a raíz de los sucesos de la saga Justice League: Generation Lost y Flashpoint, Se plantea de manera oficial un segundo volumen a cargo del libretista Dan Jurgens y dibujado por Aaron Lopresti. La nueva Liga está compuesta por: Booster Gold, Fuego, Hielo, Red Rocket 4 II (Gavril Ivanovich) y el Linterna Verde (Guy Gardner), uniéndose a dicha formación también formaran: Vixen, el debutante August General in Iron, y Godiva. Batman se negó inicialmente a ser miembro debido a que tiene una identidad secreta, pero termina a la fuerza uniéndose al grupo como parte de un esfuerzo para fomentar las buenas relaciones entre la JLI y la original Liga de la Justicia. El equipo tiene como sede el Palacio de la Justicia la sede de la Liga original (de acuerdo al reboot).

### JLA de Grant Morrison
En 1997, Grant Morrison fue el encargado de darle vida a una nueva encarnación de la Liga. A raíz de la invasión de la raza extraterrestre de los Marcianos Blancos, la raza que destruyó y exterminó a su raza hermana, los Marcianos Verdes, de la cual el Detective Marciano es su último miembro sobreviviente, Superman, Batman y Mujer Maravilla decidieron que el mundo necesitaba una vez más de una poderosa y bien organizada Liga de la Justicia, y reconstruyeron la base del equipo original formando un equipo con Aquaman, el Detective Marciano, con el nuevo Linterna Verde (Kyle Rayner) y Flash. Su nueva base, la nueva Atalaya, la Liga de la Justicia la estableció en la Luna. Al igual que las anteriores encarnaciones de la Liga, su lista no era estática e incluyó: Acero, Hombre Plástico, Manitou Raven, La Cazadora, Faith, Mayor Desastre y Zauriel.
Durante este largo período de la historia del equipo, la Liga de la Justicia luchó contra enemigos como la Liga de la Injusticia, Mageddon y Prometeo. Incluso, ellos viajaron en el tiempo para salvar a Aquaman en la historia de la edad obsidiana, luchando contra vampiros durante el arco argumental de la historia de Tenth Circle. En esta época el equipo fue muy popular. Debido al reinicio de DC Comics, en esta encarnación de la Liga ya existe dicha continuidad.

#### La disolución de esta La Liga de la Justicia
Tras los acontecimientos de Crisis de identidad se destacó que algo estaba podrido en el equipo. Cuando el Doctor Luz amenazó con matar a los seres queridos de la Liga, debido a que en el pasado a él y a un grupo de villanos les habían borrado sus recuerdos y manipulado su mente por parte de Zatanna. Como no fue el único, también resultó que en dicha aventura, a Batman resultó igual, cuando este vio limpiarles la mente al Doctor Luz. Debido a esta revelación, que involucraría a miembros actuales de la Liga y a sus compañeros, hizo que por mucho tiempo obligase a la Liga a dividirse, cuando más fuese necesario.
Aquaman y John Stewart trataron de mantener la Liga a flote, pero fracasó debido a los numerosos problemas cruciales que se estaban creando por el evento de la Crisis infinita. Tras los acontecimientos de esta, vendría la Crisis final y Cry for Justice, introdujo una Liga de la Justicia liderada por Hal Jordan y Oliver Queen. De acuerdo con Scott Lobdell, los acontecimientos de Cry for Justice han sido borrados de la continuidad.

#### JLA: Clasificada
En 2004, DC comenzó una serie de antología titulada JLA: Clasificada, que contó con los escritores y artistas que se alternaron al producir arcos argumentales y abortando una serie de mini-proyectos que se reapropiaron para su publicación en las páginas de la serie, protagonizada por la JLA. Aunque la mayor parte de estas historias se llevó a cabo dentro de la continuidad de la serie (alrededor de JLA # 76-113) algunas de las historias tienen lugar fuera del canon habitual del Universo DC. La serie fue cancelada a partir de la edición # 54 (mayo de 2008).

### Liga de la Justicia de América, Volumen 2 - Arcos Argumentales

#### Un año después
Tras los sucesos de Un año después, la Liga volvió a reformarse tras su enfrentamiento con un renacido Solomon Grundy y cuenta entre sus miembros con Superman, Batman, Mujer Maravilla, Linterna Verde Hal Jordan, Canario Negro (actual líder del equipo), Tornado Rojo, Relámpago Negro, Vixen, Flecha Roja (antes y después conocido como Arsenal), la Chica Halcón, y las adiciones posteriores de Flash, Geo-Fuerza, el Linterna Verde John Stewart (que comparte membresía con Hal Jordan, Kyle Ryner y Guy Gardner) y el nuevo Firestorm y no olvidando a los Gemelos Fantásticos. Esta nueva serie que comenzó en 2006 es escrita por Brad Meltzer y dibujada por Ed Benes.
Mientras ellos estaban pensando en a quién invitar a unirse, las circunstancias del equipo pasó forzosamente a la Liga fue forzada a la batalla contra Amazo y Solomon Grundy haciendo parte de este equipo a: Tornado Rojo, Vixen, Red Arrow, Relámpago Negro, Canario Negro, La Chica Halcón (Kendra Sunders), Linterna Verde (Hal Jordan) y Geo-Fuerza. A pesar de tener personas que ya estaban seleccionadas para formar la nueva Liga, los tres grandes deciden permitir que esta liga pueda ser la nueva base para formarla, ya que reflejaba la forma en que la Liga de la Justicia se había reunido en un principio. Después de la batalla, Canario Negro fue nombrada Presidenta de la Liga de la Justicia.
La Liga de nuevo pronto volvió a la acción en equipo al lado de la nueva encarnación de la Sociedad de la Justicia de América. Los equipos tuvieron una historia crossover llamada, "la saga Relámpago", en la que los miembros de la Legión de Superhéroes se dieron a conocer en el presente. Es durante este arco de la historia que Wally West y su familia vuelven al Universo DC desde su exilio durante la Crisis Infinita.
Este período de la historia de la Liga también vio la formación de una relación romántica entre Red Arrow y Hawkgirl (Kendra Sunders). Además, tanto Vixen y Geo-Fuerza experimentaron algunos problemas. Hal Jordan y John Stewart decidieron que se turnarían con la Liga como para poder difundir sus funciones de Linterna Verde de manera uniforme. El nuevo Firestorm fue llevado a la Liga para que la supervisara. Además, una nueva encarnación de la Liga de la Injusticia, así como debutó un equipo de superhéroes de la antigua editorial Milestone, Shadow Cabinet, que habían sido introducidos al Universo DC.

#### Crisis finaly otros acontecimientos menores
Después de los acontecimientos de Crisis final, que vio la muerte del Detective Marciano y la aparente muerte de Batman, las cosas empezaron a ir mal para la Liga de la Justicia. Los acontecimientos de New Krypton habían obligado a Superman renunciar a esta, pero no sería la única salida. Wonder Woman había dejado a un lado la Liga debido a complicaciones en su propia vida, y Flash Wally West se tomó un tiempo libre para ayudar a los Titanes y a sus otros amigos velocistas. Roy Harper decidió irse después de terminar su relación con Hawkgirl, y Hal Jordan dejó la Liga con furia por la muerte de alguno de sus amigos en Crisis final.
El resto de la Liga siguió adelante, pero fue disuelta después de que Canario Negro renunciara, después de que en sus filas se había reducido enormemente. Sin embargo, héroes como Vixen, la Doctora Luz, Zatanna, John Stewart, y Firestorm decidieron continuar sin ella. Durante una batalla con Roulette, El Plastic Man, Superman y Wonder Woman regresaron brevemente para ayudar a sus antiguos camaradas.

#### Liga de la Justicia: Cry for Justice
Cuando Hal Jordan dejó la Liga de la Justicia tras la muerte de Batman y el Detective Marciano, decidió que había visto que los héroes que habían muerto no habían hecho lo suficiente para la protección del mundo. Junto con su viejo amigo Flecha Verde, formaron su propio equipo de Liga de la Justicia especializada para capturar supervillanos antes de pudieran afectar a millones. Canario Negro no quedó muy contenta con este equipo y fue la razón por la cual esta Liga fue un motivo para querer disolver la original.
Mientras que se instauraba la construcción de su equipo, Flecha Verde y Green Lantern descubren una conspiración guiada por el villano Prometeo. Entonces, son ayudados por otros héroes, como Congo Bill, Mikaal Tomas, Ray Palmer, Freddy Freeman, Supergirl, Batwoman, Starfire, Donna Troy, Flecha Roja y Flash.
Con el ataque de Prometeo dentro de la Liga que había demostrado ser duro y rápido por la falta de ayuda, logra mutilar a Flecha Roja, destruyendo Star City de paso, y matar a su hija, Lian Harper. Green Arrow, enfurecido, lleva su persecución de justicia demasiado lejos y mata a Prometeo. Después de este incidente, esta Liga es desintegrada haciéndose inadecuada, pero reconstruye una nueva más eficiente y con nuevos miembros. De acuerdo a Scott Lobdell, estos acontecimientos de Cry for Justice han sido borrados de la continuidad debido al reinicio del Universo DC.

##### Reconstrucción
Tras los acontecimientos de ruptura de Cry for Justice, se forma un nuevo equipo alrededor de la formación original de los Jóvenes Titanes originales, que se habían llamado posteriormente como Titanes. Mon-El, Dick Grayson como Batman, Donna Troy, Hal Jordan, Flecha Verde, Ray Palmer, Cyborg, Starfire, Guardián, Doctora Luz, y Congo Bill llegaron para ayudar a Canario Negro a retomar la Liga.
El nuevo equipo de lucha contra el crimen marca la dinámica de sus miembros, como se previó como una formación que permitió trabajar en equipo. Posteriormente, después de una sola misión, muchos miembros dejaron aun lado el equipo o se volvieron inactivos. Linterna Verde dejó a un lado el equipo para hacer frente a las secuelas de La noche más oscura, Flecha Verde fue arrestado por el asesinato de Prometeo, Atom dejó el equipo para ayudar al profesor Martín Stein a controlar a un resucitado Ronnie Raymond y su explosiva relación con Jason por los eventos de la muerte de Gehrena cuando Ronnie la mató en su forma de Black Lantern, así como lo sucedido con los cambios en el poder de la matriz de Firestorm, y Canario Negro se había reunido con las Birds of Prey. Mon-El ha regresado al siglo XXXI y se encontró luchando junto a la Legión de Superhéroes, mientras que Guardián estuvo ocupado con la ciudad de Metrópolis. Cyborg se había limitado más a un papel de apoyo ayudando a la construcción de un brazo mecánico para Roy Harper debido a la mutilación que Prometeo le había provocado, y así como se estaba encargando de la reparación de Tornado Rojo también. Además, la Doctora Luz estaba de licencia para estar con sus hijos. El miembro más reciente en salir fue Starfire, que dejó el planeta Tierra donde se unió a R.E.B.E.L.S.; Esto dejaría a un equipo con el nuevo Batman, a Donna Troy, Starman y a Congorilla. El cuarteto, liderado por Batman, comenzó a cuajar como equipo, incluso trabajando bien juntos, esta formación de la Liga de la Justicia estuvo en su mejor momento. Supergirl es traída por Congo Bill en una misión posterior.

#### La formación de la Liga de la Justicia de Donna Troy
Este equipo, que ahora consistía en el nuevo Batman, Donna Troy, Congorilla, Starman y Supergirl, se encontró en durante los acontecimientos del Día más brillante que uno de los resucitados, era la superheroína Jade, dentro de un asteroide que chocó contra la Tierra. Además, el propio asteroide es en realidad un fragmento mágico del Corazón Estelar que le había dado a Alan Scott, el Linterna Verde original, sus respectivos poderes. Los poderes del Corazón Estelar estuvieron causando un caos elemental en la magia y provocando desastres en todo el mundo, por lo que la nueva Liga de la Justicia de América (que ahora Jade se había unido al equipo) y junto a la Sociedad de la Justicia de América, protagonizan el crossover miniserial llamado Las cosas oscuras para tratar de detener estos desastres. El Corazón Estelar pone en conflicto y logra detener la combinación de criminales y héroes que se habían aliado para detenerla.Con la ayuda exterior, llega Miss Martian, Sebastian Faust, y Mr. Miracle (Shilo Norman).
Los equipos finalmente detienen al Corazón Estelar y Jesse Quick, que también se había unido con anterioridad al equipo de la JSA, decide uniser a la Liga de la Justicia. La nueva Liga de la Justicia ahora se asemejaba a la versión más moderna y actualizada, como a la conformada por los siete miembros originales que estuvo presente durante salida de Grant Morrison del título. El equipo siguió entrenando convirtiéndose formalmente en una unidad funcional.
De repente, el Sindicato del Crimen de América procedente de Tierra-3 llega a Nueva Tierra (también conocida el Universo DC) y comienza a causar estragos. Resulta que se están trabajando al lado del Doctor Imposible y su versión villanesca de los nuevos dioses que se habían introducido brevemente con anterioridad, durante el inicio del equipo actual. Al parecer, una máquina multiversal había sido diseñada y destinada para resucitar a Alexander Luthor. En vez de eso, una criatura llamada simplemente Hombre Omega apareció. La batalla ce la Liga y el sindicato, los villanos inspirados en los Nuevos Dioses y el Hombre Omega, dieron un giro desastroso cuando Jade se vio obligada a detenerlos en Washington D. C. en una burbuja con el fin de evitar una gran explosión de la destrucción de la ciudad. Además, el lado oscuro de Supergirl aparece una vez más durante la batalla contra el Hombre Omega. El Hombre Omega se revela como un villano que había consumido su alma innata en él. Ultraman provocó el surgimiento del lado oscuro de Supergirl y las fuerzas del Hombre Omega se enfrentó a la Liga de la Justicia y ahora brevemente aliada SCA a rebelarse contra él. Superman y los demás superhéroes habían llegado para intentar destruir una muro de una estructura lo suficientemente dura, que al final, no se había destruido del todo. Dentro de la Liga de la Justicia y la SCA, donde anteriormente se habían combatido entre sí por un momento, habían decidido trabajar juntos y tratar de derrotar al Cazador Hombre Omega como cuando Darkseid intentó apoderarse del mundo por primera vez. La Liga de la Justicia y la SCA se reunieron en la Casa Blanca y vieron a la oscura Supergirl que ahora estaba trabajando para el Hombre Omega y uno de los miembros de la SCA estaba trabajando con ellos también.
Supergirl, les dijo que se uniría al equipo Hombre Omega. La Liga de la Justicia y la SCA decidieron dividirse para detener al Hombre Omega. Batman da la espalda y le dijo al equipo lo mismo al inclinarse ante su aparentemente nuevo amo. Batman y el equipo que lucha contra el Hombre Omega junto a la ayuda de la SCA por segunda vez y Supergirl había resultado controlada mentalmente, para ayudar a Ultraman, por lo que cambió de opinión y ayudó a su equipo de la Liga de la Justicia para detener al Hombre Omega y a Ultraman y mandándolos lejos de la Tierra y teletransportándolos lejos. Animal Man, Congorilla y su amigo Starman ayudaron en el último minuto para deshacerse del poder protector de Jade y la ciudad estavo a salvo en el último momento.

#### Reino de Doomsday y The Rise of Eclipso
Congorilla y la Liga de la Justicia se vieron una vez enfrascados en una lucha contra algunos monstruos, junto a Jade y Donna Troy, donde se les vio en la luna al ver a Alan Scott, quien no gozaba de buena salud. Luego Eclipso aparecería para tener su revancha de la Liga de la Justicia de América, cuando se dispuso a buscar el control mental de Shade para buscar a la JLA. En el cruce con Eclipso y la saga de El reino de Doomsday. La Supergirl Oscura y Batman son los únicos que habían quedado fuera, ya que Supergirl y Batman se encontraron en Nuevo Krypton y Doomsday había destruido la Batwing de Batman y provocaron la luycha de estos contra Doomsday. Batman pidió la llamada de Starman para obtener ayuda. Starman había sido herido cuando Doomsday le habían dado un puñetazo. En ese momento fue salvado por el Blue Lantern Saint Walker. La Liga de la Justicia entonces se encontraba en su lucha contra Doomsday. Batman y Supergirl tomó un robot Linterna Verde y su fue teletransportado a la Atalaya de la JLA y Doomsday llegó a la torre y, de repente, resultó que el Linterna Verde robot era Cyborg Superman, y cuyo objetivo con Doomsday era que no quería a la Liga de la Justicia.
Jade le habían lavado el cerebro por el cual había quedado bajo las órdenes de Shade y Eclipso. Donna Troy se encuentra en estado de shock ya que ahora tiene también que traer de vuelta a Jade de la misma forma en que fue para ayudar a su padre moribundo Alan Scott, el primer Linterna Verde. Después de que Eclipso se ha hecho cargo de la Luna y Batman y Saint Walker que se ha unido la Liga de la Justicia para ayudar a derrotar a Eclipso y al ejército de un controlado Shade. Cuando la Liga de la Justicia, formado por un corto equipo de Congorilla, Animal Man y de Demonio de Tasmania el superhéroe australiano, junto con el superhéroe cyborg y junto a otros héroes llegaron para ayudar al equipo en su búsqueda de ayuda cuando algunos de los miembros del equipo que se encontraban bajo el control de Eclipso, Congorilla y Batman junto con Saint Walker, Starman, Donna Troy y cyborg preparados juntos para luchar y ayudar a sus amigos para poder sacarlos del control mental de Eclipso. Animal Man en ese momento se encontraba bajo el poder de Eclipso y es utilizado para atacar a la Liga de la Justicia y en ese mismo instante, Congorilla le dice Animal Man que luche por liberarse del control como sea posible. La Liga de la Justicia, donde se encuentran en una base espacial construida por Alan Scott, donde se encuentra recuperado y que la enfermedad había desaparecido. La Liga de la Justicia tenía planes para atacar a Eclipso y conseguir que los miembros antiguos y nuevos de la JLA fuesen liberados. Luego, Batman y Congorilla junto a Saint Walker y el resto de la Liga de la Justicia tenían un plan para poder controlar a Eclipso y el Espectro en ese momento llegó ante Eclipso y le dijo que estaba controlándolos mentalmente los miembros de la JLA a través de él.
De nuevo, el Espectro empieza a luchar, Animal Man y los miembros antiguos y miembros de la liga controlados mentalmente caen al suelo y la segunda ola de ataque de la Liga de la Justicia estaba lista para atacar a Eclipso. Eclipso cortó al Espectro por la mitad en la Luna por medio de su poder y los planes para su próximo movimiento era atacarlos. Batman, Congorilla y la Liga de la Justicia tuvieron un nuevo plan para atacar Eclipso y con la ayuda de Atom era ir al cerebro de Shade y obtener el poder de control mental y lograr liberar al resto del equipo y a algunos de los antiguos y nuevos miembros de la JLA que una vez más estaban juntos. Atom y Starman se encontraban en ese momento en el cerebro de Shade junto con Batman quien se encontraba a cargo del equipo ya que los planes eran para poder atacar a los soldados de Eclipso. Atom y Starman, estando en el cuerpo de Shade, van a su cerebro para librar a todos los héroes del control mental que se encontraban bajo el poder de Eclipso. Batman, Congorilla, junto a Donna Troy y Jesse Quick estaban juntos luchando con Alan Scott que había ido a ayudar a la Liga de la Justicia. Al final de la batalla contra Eclipso. Starman y Atom salieron por uno de los ojos de Shade y él cayó al suelo y todos los héroes volvieron a la normalidad y así fue que Bruce Gordon ya no estaba más poseído por Eclipso dentro él ya todos los superhéroes como Animal Man, Booster Gold, el Capitán Atom, los miembros fundadores de la Liga de la Justicia y los Teen Titans volverían a la normalidad y continuaron con vida en el lugar. Dos semanas más tarde, Batman, Donna Troy, Supergirl, Congorilla, Starman, y Jesse Quick estaban de nuevo en la Atalaya de la JLA y Batman les dijo que se trataría de que la última reunión de la Liga de la Justicia de la disolución del equipo. Congorilla quedaría en shock al oír lo que estaba sucediendo con el más reciente equipo de Liga de la Justicia.

### Renovación de la Liga: Reinicio del Universo DC (2011)
Cuando se dio el Reinicio del Universo DC en 2011, Las historias de los primeros años toman un arco argumental cinco años en el pasado del Universo DC, replanteando la primera reunión de los más grandes superhéores, estos son recientes y la gente se pregunta si realmente podrían confiar en ellos. De manera intermitente, los "héroes" deciden formar un equipo cuando Darkseid —un señor de la guerra del planeta llamado Apokolips— llega para invadirla.
Para la nueva Liga de la Justicia eliminaron el nombre "América", como un concepto más de carácter general, a partir de entonces su nombre y los miembros son ahora un poco más jóvenes de lo que eran antes. Además, Cyborg sustituyó al Detective Marciano como uno de los siete fundadores de la Liga de la Justicia. Aunque como se indica en Stormwatch #1, será de hecho miembro de la Liga de la Justicia en el nuevo universo DC, un miembro posterior, y sería vinculado a partir de la línea temporal del presente. A pesar de que aparece a menudo como miembro de Stormwatch en lugar de ser el miembro de la Liga, ya no es considerado el miembro fundador de la Liga.

#### Trasfondo en la etapaLos Nuevos 52e historia sobre su publicación
El Reinicio de la editorial y la continuidad con la iniciativa Los Nuevos 52 (2011), tras la conclusión de la serie limitada Flashpoint, y al ser cancelados y publicados por otros nuevos comenzando desde la edición #1, reescribiendo la historia del Universo DC. Entre estos ejemplos, tenemos que la Justice League of America sería relanzado como Liga de la Justicia, que empezó a ser escrito por Geoff Johns y dibujado por Jim Leesiendo en ser el primero en ser lanzado, al mismo tiempo que salía el último número de Flashpoint. El primer argumento en sus primeros seis números se establecía un periodo de cinco años hacia el pasado y contando con un nuevo origen para el equipo. La serie entonces sería posteriormente desplazada al presente desde la edición #7. Después de estos primeros 12 números, Jim Lee tuvo éxito junto con el artista Ivan Reis. Posteriormente, Jason Fabok relevaría a Reis como dibujante regular de la historieta. La lista inicial del equipo se compuso por: Superman, Batman, Mujer Maravilla, Linterna Verde (con Hal Jordan, que posteriormente dejaría al equipo), Aquaman, Flash (Barry Allen), y Cyborg, mientras que el Átomo (Rhonda Pineda, un personaje nuevo, pero que más adelante se descubriría como un personaje proveniente de Tierra 3, y miembro del Sindicato del Crimen de América), además de la inclusión en la alineación de Firestorm (Ronnie Raymond), y así como la adición de Elemental Woman.
Además de esta serie, otros dos títulos de la Liga de la Justicia acompañarían a la serie de cabecera principal, y que fueron lanzados durante el mismo mes: una nueva Liga de la Justicia Internacional, escrito por Dan Jurgens y dibujada por Aaron Lopresti; cuyos miembros estuvo conformado por: Batman, Booster Gold, Rocket Red (Gavril Ivanovich), Vixen, Green Lantern (Guy Gardner), Fuego, Hielo, August General in Iron, y Godiva, así como la Liga de la Justicia Oscura; escrito por Peter Milligan y dibujada por Mikel Janin; con una lista conformada por John Constantine, Shade, el Hombre Cambiante, Madame Xanadu, Deadman, Zatanna, y un nuevo personaje llamado Mindwarp. Hacia mayo de 2012, DC anunció cancelaría a la Liga de la Justicia Internacional en el número 12 y un anual.
La cancelación de la Liga de la Justicia Internacional llevó a un nuevo título una nueva Liga de la Justicia de América como el volumen 3 para su publicación. Esta nueva Liga de la Justicia de América sería totalmente independiente del principal equipo, en donde recibiría la administración del gobierno de los Estados Unidos en cooperación con Amanda Waller liderado por Steve Trevor, el Detective Marciano, Green Arrow, Hawkman, Catwoman, el nuevo Green Lantern Simon Baz, Stargirl, Katana y Vibe Katana y Vibe tarde recibieron sus propios títulos en curso, aunque ambos fueron cancelados después de 10 números. La nuevo Atom, Rhonda Pineda, también aparecería como miembro de esta Liga de la Justicia de América. Ella trabajaría como doble espía en la Liga de la Justicia, dependiente de Amanda Waller y Steve Trevor. Más tarde se reveló que, que ella era un topo entre ambos equipos, ya que en realidad era un miembro del Sindicato del Crimen de Tierra-3, traicionando a ambos equipos. Cada miembro de la Liga de la Justicia de América pretendió que fuese una contrapartida a los miembros de la Liga de la Justicia, en el caso de que el equipo principal de la Liga se volvieran en contra de la humanidad. Catwoman y Green Arrow sirvieron como contrapartes para Batman.
La Liga de la Justicia, la Liga de la Justicia de América y la Liga de la Justicia Oscura, en la "se involucraron en el arco la "Guerra de la Trinidad", y la llegada de Shazam (cuyo origen fue contado de nuevo como historia suplementaria en las páginas de la Liga de la Justicia) temrina por unirse a la Liga de la Justicia. Atom se revelaría asimisma proveniente de un universo paralelo; ella es, de hecho, una espía (un topo) al servicio del Sindicato del Crimen de Tierra-3. El Sindicato derrotaría rotundamente a cada una de las Ligas, provocando los acontecimientos de Maldad Eterna. Las consecuencias de Maldad Eterna, tras su papel crucial y con la derrota del Sindicato del Crimen, Lex Luthor y el Capitán Frío se unen a la Liga de la Justicia. Una joven llamada Jessica Cruz se une al equipo tras haberse unido involuntariamente de manera forzada al Sindicato del Crimen por culpa del anillo Volthoom del anterior Power Ring, lo que le permitió hacerse cargo como el nuevo Green Lantern en el equipo.
Para agosto de 2013, se anunció que la Liga de la Justicia de América volvería como serie, pero que llevaría originalmente el título de Liga de Justicia Canadá después de Maldad Eterna con el equipo trasladadose a Canadá, aunque al final su nombre temrinaría siendo Liga de la Justicia Unida desde enero del 2014. El equipo estaría conformado por: Animal Man, el Detective Marciano, Green Arrow, Hawkman, Stargirl, Supergirl, Ádam Strange y su esposa Alanna, junto con la nueva superheroína canadiense Equinox, una joven adolescente Cree de 16 años de edad de Moose Factory cuyo nombre civil es Miiyahbin, cuyos poderes pueden cambiar con las estaciones. La serie, fue escrita por Jeff Lemire y dibujada por Mike McKone. Este nuevo equipo sería partícipe en gran mayoría en aventuras de carácter espacial, y sus aventuras no implicaron a la otra Liga de la Justicia.
En junio de 2015, DC puso en marcha un cuarto volumen de la Liga de la Justicia de América, escrita e ilustrada por Bryan Hitch. Cuenta con los mismos miembros de la Liga de la Justicia.

### DC: Renacimiento
En febrero de 2016, DC anunció un cambio en sus publicaciones, con la publicación de una nueva etapa en la editorial, titulada, DC: Renacimiento similar a The New 52. En marzo, se anunció una nueva línea de historietas, incluyendo una nueva de la Liga de la Justicia, serie escrita por Bryan Hitch y dibujada por Tony Daniel y el español Fernando Pasarin, debutando en junio de 2016. El equipo está formado por Superman (una versión proveniente de los acontecimientos del evento denominado Convergencia siendo la versión Pre-Flashpoint y que estuvo viviendo en el Universo DC por varios años), Batman, Mujer Maravilla, Flash (Barry Allen), Aquaman, Cyborg, y los dos nuevos Linternas Verdes, Jessica Cruz y Simon Baz.
A partir de febrero de 2017, y como consecuencia de una segunda ola de publicaciones de DC: Renacimiento, una nueva serie en curso de la Liga de la Justicia de América viene publicándose. El equipo estará formado por el Átomo (Ryan Choi), Vixen, Ray y Killer Frost. El mes anterior a este suceso, cada miembro recibirá una historia en solitario previamente. El 28 de octubre, se reveló que Batman, Canario Negro, y Lobo se sumarían al equipo también. Batman tendrá una doble pertenencia a ambos equipos de la Liga de la Justicia.
Durante los acontecimientos del crossover la Liga de la Justicia vs. Escuadrón Suicida, Maxwell Lord utilizaría el corazón de la oscuridad de Eclipso para infectar a Superman, a la Mujer Maravilla, a Aquaman, Flash, a Cyborg, y a los dos Linternas Verdes. Con el fin de detener a Lord y a los miembros de la Liga infectados, los reclutas de Batman del Escuadrón Suicida logran una alianza temporal: Deadshot, Harley Quinn, Killer Croc, Capitán Boomerang, y Killer Frost y Lobo (quien este último fuese miembro del primer Escuadrón Suicida de Waller) como fue su aparición en la spáginas de la Liga de la Justicia. Tras la crisis, Batman, concluyendo que el mundo los necesita, buscó conformar a una serie de héroes que se pudieran relacionar más con los humanos para prepararse para una nueva amenaza, armando una nueva alineación de su propia versión de la Liga de la Justicia, seleccionando a Killer Frost, debido a sus acciones en la batalla contra Lord, a Canario Negro para actuar como la conciencia del equipo, y a Lobo, a cambio de un favor que le debe Batman después de vencer a Max, Átom (Ryan Choi) y a Ray al ver su potencial, y a Vixen para que actúen como el núcleo del equipo debido a su capacidad para coordinar la existencia del equipo.

## Otras publicaciones relacionadas con la Liga de la Justicia

### Series relacionadas
A lo largo de los años, diversas encarnaciones o subsecciones del equipo han operado como una Liga de la Justicia, en las cuales se destacan las siguientes: Liga de la Justicia Oscura, Liga de la Justicia Europa, Liga de la Justicia Internacional, Liga de la Justicia: Task Force, Liga de la Justicia Elite, Liga de la Justicia Unida y Extreme Justice.

### Los anteriormente conocidos como Liga de la Justicia
En el año 2003, Keith Giffen, DeMatteis y Maguire regresaron a una serie especial limitada llamada Los anteriormente conocidos como Liga de la Justicia, con el mismo humor que tuvo los años de antaño la serie de principios de los 90's Liga de la Justicia (la que sería la base de la JLI), con algunos de los mismos personajes en un equipo llamado los "Super Buddies" (una parodia de los Super Amigos). Esta serie limitadatuvo una secuela titulada, No puedo creer que esto no es la Liga de la Justicia, recién preparada, aunque se retrasó debido a los eventos que condujeron hacia la serie limitada Crisis de identidad, pero finalmente sería lanzada como parte del segundo arco de la serie JLA: Clasificada. Los Super Buddies contaron con Blue Beetle (Ted Kord), Booster Gold, el Capitán Átomo, Fuego, Mary Marvel, el Elongated Man con su esposa Sue Dibny, Maxwell Lord, y L-Ron. El segundo arco de la historia de la JLA: Clasificada se centraría con los Super Buddies, con una divertida historia en la que aparece Power Girl, Guy Gardner, con el asociado Doctor Fate.

### JLA: Clasificada
En 2004, DC comenzó una serie de antológica denominada, JLA: Clasificada, que contaría con escritores y artistas que produjeron historias autónomas, autoconclusivas y rotativa y algunos de estos que anteriormente fueron proyectados como miniseries que habían sido abortados fue el espacio idóneo para su publicación en las páginas de la serie, protagonizada por la JLA. Mientras que la mayor parte de las historias que se llevaron a cabo dentro de la continuidad de la serie (JLA # 76-113) algunas de las historias tuvieron lugar fuera del canon regular del Universo DC. La serie fue cancelada a partir de la edición #54 (mayo de 2008).

### Justice League: Cry for Justice
Planeada originalmente como una serie regular, la Liga de la Justicia: Grito de Justicia, fue una miniserie escrita por James Robinson y dibujada por Mauro Cascioli. La miniserie, se presenta tras los acontecimientos de Final Crisis, en donde Hal Jordan deja a la Liga tras la aparente muerte de Batman y del Detective Marciano, ya que sus muertes han causado que Hal a busque una manera más proactiva para tratar con los supervillanos. Hal, junto a Green Arrow, más tarde se le uniría Supergirl, el Capitán Marvel Jr., junto a Batwoman que había sido reclutada por Ray Palmer para investigar un asesinato de un excolega que había sido llevado a cabo por órdenes del villano conocido como Prometeo. Esto se relacionaría con otra serie de asesinatos, con lo que Starman Mikaal Tomas y Congorilla juntos, hacen su investigación por su cuenta, donde descubren que varios superhéroes europeos también habían sido asesinados, descubriendo que resultó siendo también parte del trabajo de Prometeo.
Con la ayuda del villano Hawkman IQ, Prometeo armó el plan para crear el arma definitiva para causar asesinatos en masa, un dispositivo del juicio final masivo que planeó utilizar para destruir ciudades enteras, como parte de su plan de venganza contra la JLA cuando este lo lobotomizaron. Disfrazado como el Capitán Marvel Jr., Prometeo mutilaría a Arsenal (Roy Harper) y brutalmente lesiona a miembros de la JLA como la Doctora Light, Vixen, y Plastic Man utilizando el satélite de la JLA para activar su dispositivo del juicio final, destruyendo en el proceso Star City, matando a más de 90 000 civiles inocentes, entre ellos a la hija de Roy Harper, Lian. Prometeo en última instancia, extorsiona por su libertad a la Liga a cambio de los códigos que se apagarán su arma, para horror de los miembros de la JLA. Flecha Verde (con ayuda del exvillano reformado Shade), descubre las pistas de Prometeo, tomándolo por detrás matándolo con un disparo de una flecha en la cabeza.
La miniserie conduce directamente a la formación de una nueva JLA con Green Lantern Hal Jordan, y Donna Troy como los nuevos líderes del equipo, junto a Dick Grayson como el nuevo Batman, la Doctora Light (Kimiyo Hoshi), Mon-El, Cyborg, Starfire, Congorilla, Guardian, y Mikaal Tomas.

### Justicia
En octubre de 2005, DC comenzó a publicar una miniserie de 12 números titulada Justicia, por el escritor Jim Krueger, el escritor e ilustrador Alex Ross y Doug Braithwaite como artista colaborador. La historia, tiene lugar fuera de la continuidad regular del universo DC, y muestra a Lex Luthor como jefe de la Legion del Mal después de que él y varios otros villanos comenzaron a tener pesadillas sobre el fin del mundo y los fracasos de la Liga de la Justicia para evitar el apocalipsis. A medida que la Legión inicia la participación en acciones humanitarias sin precedentes en todo el mundo, también lanzará una serie de ataques contra la Brainiac, que busca destruir la Tierra en medio del caos.

### JLA/Avengers
En 2004, George Pérez y Kurt Busiek publicaron un crossover especial titulado LJA/Vengadores, una idea que se había retrasado durante 20 años por varias razones. En esta serie limitada, la Liga de la Justicia y los Vengadores se vieron obligados a encontrar artefactos clave del otro universo, así como frente a las amenazas de los villanos como Krona y el Grandmaster.

### JLA/Los 99
Puesta en marcha en octubre de 2010, el crossover JLA/Los 99 fue una miniserie de la Liga de la Justicia haciendo equipo con los héroes de la editorial Teshkeel cómics Los 99. La Liga de la Justicia consistía en Batman, Superman, Wonder Woman, Linterna Verde (John Stewart), Flash (Barry Allen), el Atom (Ray Palmer), Doctora Luz (Kimiyo Hoshi), Hawkman, y Firestorm (Jason Rusch).

## Integrantes

### Miembros originales
- Superman. Es el gran protagonista y líder original de la Liga de la Justicia de principio hasta la disolución en JLA 232. Participa como exmiembro en JLA 237 al 240 y en 250.
- Batman. Su protagonismo es casi constante, con raras ausencias. Renuncia en JLA 216 y participa como exmiembro en JLA 240 y 250 al 255.
- Wonder Woman. Participa de todas las aventuras hasta JLA 31. Desde entonces continúa con buen protagonismo hasta JLA 66. En ese mes, Wonder Woman pierde sus poderes y en JLA 69 confirma su desvinculación. Luego de recuperar sus poderes participa como exmiembro en JLA 100. Se vuelve a unir al grupo en JLA 128, hasta JLA 232 cuando se disuelve el grupo en JLA 232.
- Flash. Mantiene un buen protagonismo desde el principio hasta la disolución en JLA 232. Participa como exmiembro en JLA 237 al 240.
- Linterna Verde. Es miembro fundador, pero no participa en una aventura previa al origen de la Liga (contada en JLA 144). Participa constantemente hasta JLA 33. Luego mantiene un buen protagonismo hasta que renuncia al Green Lantern Corp. Su última aventura con la liga es en JLA 224. Luego de reasumir como Green Lantern, participa como exmiembro en JLA 250.
- Aquaman. Aparece constantemente hasta JLA 24. Desde entonces su participación disminuye. De JLA 69 al 85 simplemente desaparece, incluso de aventuras donde participa la Liga en pleno. Una segunda desaparición sin explicación se da desde JLA 162 al 169, y del 171 al 176. En 233 estabiliza su participación hasta JLA 244, cuando renuncia.
- Detective Marciano. Tuvo una participación constante hasta JLA 24. Desde entonces hasta JLA 61 sus apariciones fueron reducidas. A Partir de JLA 62 simplemente desaparece. En JLA 71 se le hace aparecer para explicar su larga ausencia y anunciar su retiro. Tiene algunas participaciones como exmiembro en JLA 100, 177, 178 y 200. Vuelve a unirse en JLA 228, con muy buena participación hasta el final. Luego de la disolución de la Liga, continúa con el nuevo grupo.

También participó en la conformación de la Liga de la Justicia Internacional y de la Liga de la Justicia: Task Force, este último se hizo un juego para supernintendo hacia 1995.

### Miembros posteriores
- Flecha Verde. Se une en JLA 4, y mantiene participación constante hasta JLA 24. Renuncia en JLA 181. Participa en JLA 195 al 197, y se reintegra en JLA 200. Mantiene una buena participación hasta la disolución en JLA 232. Participa como exmiembro en JLA 239, 240 y 250.
- Atom. Se une a la Liga en JLA 14, con participación constante hasta JLA 28. Luego tiene un período de participación constante desde JLA 69 al 95; pero también una larga ausencia desde JLA 162 al 176. Su última aventura es en JLA 227 y no vuelve a parecer hasta la disolución. Aparece como exmiembro en JLA 240.
- Hombre Halcón. Se une en JLA 31 y tiene buena participación hasta JLA 109 cuando anuncia su renuncia para retornar a su planeta natal. En ese período tuvo gran participación desde JLA 71 hasta 104. Retorna a la Tierra y es readmitido en la Liga en JLA 117. Luego de la disolución, participa como exmiembro en JLA 239 y 240.
- Canario Negro. Participa en varias aventuras como miembro de la JSA de Tierra 2. Se muda a Tierra 1 y se une a la Liga en JLA 75. Mantiene esa condición hasta la disolución.
- Plastic man. Ya se había discutido su ingreso a la liga en JLA 88. Participa junto a Zatanna en JLA 51 y 100. Es admitido en JLA 105. Luego de la disolución se une a la nueva Liga. Se desvincula definitivamente en JLA 258.
- Tornado Rojo. Participa en la JSA. Se muda a Tierra 1 y se une a la Liga en JLA 106. Se ausenta desde JLA 128 hasta 143. Se mantiene relativamente activo hasta la disolución.
- Chica Halcón. Tiene algunas participaciones anteriores a su ingreso a la Liga, JLA 53, 65, 72, 98, 109, 121 y 145. Es admitida en JLA 146, y permanece con pocas participaciones hasta la disolución.
- Zatanna. Tiene algunas participaciones previas en JLA 51, 87, 100, Es admitida en JLA 161. Se mantiene hasta la disolución y se une a la nueva Liga. Se desvincula definitivamente en JLA 258.
- Firestorm. Se une en JLA 171 y se mantiene hasta la disolución. Participa como exmiembro en JLA 239.

### Últimos miembros
- Vibe. Es un personaje creado especialmente para integrar a la nueva Liga en JLA 233. Muere en JLA 258.
- Gypsy (Gitana). Es un personaje creado especialmente para integrar a la nueva Liga en JLA 233. Renuncia en JLA 260.
- Comandante Acero. Es un personaje creado especialmente para integrar a la nueva Liga en JLA 233. Muere en JLA 260.
- Vixen. Se une a la nueva Liga en JLA 233, y serán ella y Martian Manhunter los últimos miembros en JLA 261.
- Nightwing. Se une a la liga durante Dark Crisis on infinte earths (Ahora es el actual líder de la JLA)

Tras el éxito de series como Teen Titans, que incluían a los asistentes de los héroes, como Robin, Wonder Girl, Kid Flash (Wally West) y Aqualad (en la serie), la editorial decidió renovar las filas de la Liga, y la mayoría de los personajes fueron reemplazados por personajes jóvenes y desconocidos. Esta nueva Liga se mudó a Detroit, era liderada por Detective Marciano y estaba formada por Vibe, Vixen, Comandante Acero, Gitana, Plastic man y Aquaman.

### Otras formaciones de la Liga alternativas

#### Miembros de laJustice League: Cry for Justiceo Liga de Hal Jordan
Una Liga de la Justicia formada por Hal Jordan hizo su debut en una serie titulada Justice League: Cry For Justice, de la cual su objetivo es evitar que Oliver Queen elimine un supervillano que fue el responsable de la destrucción de Star City y la muerte de la hija adoptiva de Arsenal, su antiguo compañero de armas. Esta Liga, bastante similar a sus operaciones de Extreme Justice, será encarnada por:
- Linterna Verde (Líder): Hal Jordan
- Flecha Verde I: Oliver Queen
- Batwoman: Khaty Kane
- Átomo II: Ray Palmer
- Shazam antiguo Capitán Marvel Jr.: Freddy Freeman (*)
- Starman III Mikaal Tomas
- Congorilla: Congo Bill
- Supergirl: Kara Zor-El

(*) Posteriormente se descubre que el supervillano Prometeo había usurpado la identidad de Freddy para infiltrarse y llegar a destruir la liga desde adentro.

##### Post-Cry for Justice
Posteriormente a La noche más oscura y a Justice League: Cry For Fustice, esta formación alterna de la Liga una vez es reformada, con la entrada de Donna Troy al equipo (y aun continuando el liderazgo de Hal Jordan). Los sucesos que llevaron a la creación de esta nueva Liga (que funcionara paralelamente con la existente) estuvieron causados por la muerte de un héroe, que llevara a Hal a dirigir un equipo con un planteamiento más agresivo contra los criminales. Después de ser revelado que Oliver Queen descubriera en secreto al asesino Prometeo quien se convirtió en el principal responsable de la destrucción de Star City y de la muerte de la hija de su antiguo protegido Roy Harper, quien intentase cometer asesinato contra el supervillano a raíz de lo anteriormente ocurrido en Justice League: Cry For Fustice, cuyos hechos culminan en las consecuencias de Liga de la Justicia: Surgimiento y caída y Liga de la Justicia: la caída de Arsenal, conclusión final de la historia de Cry For Fustice, la JLA otra vez sufre cambios de alineación, por lo que Hal Jordan y Donna Troy se ven obligados a reconstruir la Liga, con los siguientes miembros:
- Donna Troy
- Linterna Verde: Hal Jordan' (Líder)
- Flecha Verde I: Oliver Queen
- Atom: Ray Palmer
- Batman III: Dick Grayson
- Mon-El
- Cyborg: Victor "Vic" Stone
- Doctora Luz: Kimiyo Hoshi
- Starfire: Princesa Koriand'r
- Congorilla: Congo Bill
- Starman III Mikaal Tomas
- Guardian: James Jacob "Jim" Harper

Al final, varios de sus miembros se retiran tras los acontecimientos de La guerra de los Supermans.

#### La Liga de la Justicia de Donna Troy
Al final de las saga La guerra de los Supermanes, y durante el transcurso de El día más brillante, la anterior formación duró poco tiempo, lo cual conlleva a otra reforma de sus miembros. Supergirl se une otra vez al equipo, así como llegan nuevos miembros, como Jesse Quick, Jade y el Blue Lantern, Saint Walker. A partir del crossover con la JSA del 2010, Titulada, The Dark Things (Las cosas oscuras), Tie-In de Brightest Day, y se presenta la última alineación antes de Flashpoint:
- Donna Troy (Líder)
- Supergirl: Kara Zor-El
- Congorilla: Congo Bill
- Jade: Jennie-Lynn Hayden
- Starfire: Princesa Koriand'r
- Cyborg: Victor "Vic" Stone
- Batman III: Dick Grayson
- Starman III Mikaal Tomas
- Jesse Quick: Jesse Chambers (Solo los últimos números de la serie).
- Linterna Azul: Saint Walker (Solo los últimos números de la serie).

### Reinicio del Universo DC (2011)
Tras lo acontecido a la baja en ventas de muchas de las publicaciones de la editorial, la serie Liga de la Justicia de América Volumen dos se canceló hacia el #60,y aprovechando los eventos de la saga Flashpoint, la editorial tomó un rumbo radical en la cual decidió relanzar la serie habitual como un evento de marketing dirigida a la nueva generaciones de lectores, bajo el lema de "Las nuevas 52 series del Nuevo universo DC", de la que finalmente saldría una nueva serie titulada "Justice League", la cual contaba a partir del nuevo origen planeado para la fundación del equipo más importante de la editorial, en la cual la primera formación original cambiaba un poco con respecto a la primera fundación de la liga originada en los 60's, y que se sustituye al "Martian Manhunter" como fundador (luego este sería vital para formar una nueva versión del equipo de la desaparecida editorial Wildstorm, StormWatch hoy por hoy de la editorial DC Comics y el Nuevo Universo DC) por uno de los que de antaño formó parte de los Jóvenes Titanes, Victor Stone, conocido como Cyborg como fundador del equipo, así que por ello, aquí está la siguiente formación del nuevo Universo DC:
Miembros fundadores del reinicio del Universo DC (2011):
- Superman: Clark Kent (Kal-El) (Líder)
- Batman: Bruce Wayne
- Wonder Woman: Diana de Themisyra
- Flash: Barry Allen
- Linterna Verde: Hal Jordan
- Aquaman: Arthur Curry
- Cyborg: Víctor "Vic" Stone

Esta nueva etapa se centra cinco años antes de las actuales historias contemporáneas de la línea de la continuidad del Nuevo universo DC, y que plantea una versión más jovial de los miembros de la Liga, y en sus inicios como superhéroes tanto individual como la misma formación del equipo superheroico. A diferencia del planteamiento original de su primer encuentro fue con Appelliax, en esta ocasión, la primera reunión de la liga fue debido a que se juntaron para combatir a una amenaza llamada Darkseid.

### La Justice League of América (2013)/Justice League United (2014)
Con los nuevos cambios establecidos en el proyecto del reinicio del Universo DC, y previamente al inicio de la próxima saga de DC, la Guerra de la Trinidad, se dio espacio a una nueva serie que surgió a raíz del poco éxito que logró cosechar el título asociado a Justice League, el segundo volumen de Liga de la Justicia Internacional (que apenas alcanzó 12 títulos y un anual), y que dará paso a un nuevo volumen titulado
 Justice League of America, en el cual estará liderado por un rejuvenecido Steve Trevor, haciendo de esta nueva Liga de la Justicia de América sea totalmente independiente de la Liga de la Justicia principal, dando así la siguiente lista de la formación:
- Steve Trevor Líder Táctico y Fundador
- Detective Marciano - J'onn J'onzz Que recientemente abandonó la formación inicial de Stormwatch
- Flecha Verde - Oliver Queen
- Catwoman (Gatúbela) - Selina Kyle
- Linterna Verde - Simon Baz
- Stargirl - Courtney Whitmoure
- Hombre Halcón - Carter Hall
- Katana - Tatsu Yamashiro (esta tendrá serie Spin-Off de JLA)[38]
- Vibe - Paco Ramone (este tendrá serie Spin-Off de JLA)

Con los acontecimientos de Trinity War y Forever Evil, esta serie será renombrada en febrero de 2014 bajo el título de Justice League United.

### Liga de la Justicia Unida

#### Miembros de la Liga de la Justicia Unida
- Adam Strange
- Animal Man
- Equinox
- Flecha Verde
- Hombre Halcón
- Detective Marciano
- Stargirl
- Supergirl

### Liga de la Justicia de Tierra-6 de Stan Lee
Batman-Wayne Williams
Wonder Woman-María Mendoza
Superman-Salden
The Flash-Mary Maxwell
Green Lantern-Len Lewis

## DC Rebirth (presente)
(en español, DC Comics: Renacimiento) es un relanzamiento que tiene lugar en 2016 por parte de DC Comics de toda su línea de series regulares de cómics protagonizadas por superhéroes. Usando el final de la iniciativa The New 52 en mayo de 2016 como su punto de partida, se pretende que DC Rebirth restaure el Universo DC a una forma similar a la que tenía antes del arco argumental Flashpoint, incorporando aún así numerosos elementos de The New 52, incluyendo su continuidad. Muchos de sus títulos se convirtieron en quincenales.

### La formación inicial de la liga
- Superman: Clark Kent (Kal-El)
- Batman: Bruce Wayne
- Wonder Woman: Diana de Themiscyra
- Flash: Barry Allen
- Linterna Verde: Simon Baz
- Linterna Verde: Jessica Cruz
- Aquaman: Arthur Curry
- Cyborg: Víctor "Vic" Stone

### Liga de la Justicia de América de Batman
Posteriormente, tras los eventos ocurridos en el crossover y serie limitada, Suicide Squad vs. Justice League, Batman decide crear otro grupo de metahumanos en paralelo, un equipo formado por una ex-supervillana como Killer Frost (Caitlin Snow), Harley Quinn y el antiheroe conocido como Lobo, y reuniendo a otros miembros del pasado como The Ray, Vixen y a Black Canary.
- Atom: Ryan Choi
- Vixen
- Ray
- Killer Frost: Caitlin Snow
- Canario Negro
- Lobo

### Liga de la Justicia (New Justice)
- Superman
- Batman
- Wonder Woman
- Flash
- Aquaman
- Cyborg
- Green Lantern: John Stewart
- Hawkgirl
- Detective Marciano
- Naomi McDuffie
- Hippolyta
- Green Arrow
- Black Canary
- Black Adam

### Liga de la Justicia Oscura (New Justice)
- Wonder Woman
- Zatanna
- Cosa del Pantano
- Manbat
- Detective Chimp
- Etrigan / Jason Blood
- John Constantine
- Ragman

### Liga de la Justicia Odisea (New Justice)
- Cyborg
- Starfire
- Green Lantern: Jessica Cruz
- Azrael
- Red Lantern: Dex-Starr
- Orión
- Blackfire
- Gamma Knive

### Versiones alternativas de la Liga de la Justicia
- Futura JLA (DC 1 Millón):

Durante la serie DC 1 millón, se reveló que la versión de la Liga vive en el siglo 853, y que se ha extendido bajo el nombre de Legión de la Justicia Alfa. Toda su cultura se ha organizado en torno al tratamiento de la información, una gigantesca red de ordenadores estelares enlazados a toda la galaxia, lo que les permite intercambiar ideas con los nuevos sistemas distantes. En esta Legión de la Justicia, son protectores de sistemas solares de primer nivel. Algunos, como Superman, son descendientes de los fundadores de la Liga moderna, mientras que otros, como su Batman está inspirado en su leyenda. Todos los héroes son mucho más poderosos que sus predecesores, aunque pronto se dan cuenta de que tienen mucho que aprender de ellos. En DC Un Millón, hay varias legiones de la Justicia, como el de la Legión de la Justicia S, pero la Legión de la Justicia A es la líder y la más poderosa de todos ellas.
Cada miembro de la Legión de la Justicia defiende un planeta diferente:
- Mercurio - Flash
- Venus - Wonder Woman
- Tierra - Superman
- Marte - Detective Marciano
- Júpiter - Atom
- Saturno - Hombre Hora (versión androide)
- Urano - Starman
- Neptuno - Aquaman
- Plutón - Batman

- Tierra-21: Es la versión basada en la novela gráfica de Darwyn Cooke, Liga de la Justicia: La nueva frontera, donde los superhéroes había sido declarados ilegales después de que la policía matase a Hourman. A pesar de la prohibición, la Mujer Maravilla, Batman y Flash, todavía eran activos. Superman trabajaba para el gobierno y Hal Jordan aún no se había convertido en Linterna Verde.[40]
- Otras tierras alternativas se han referido a las obras llamadas Elseworlds, donde se basan en historias donde la liga se ha desarrollado de manera diferente, como el caso de Liga de la Justicia: El Clavo y su secuela, Liga de la Justicia: El otro clavo, donde el desarrollo de la edad de plata tomó un cammino diferente al tomado antes de las crisis.

## En otros medios

### Televisión
- La Liga de la Justicia tuvo tres grandes adaptaciones al formato televisivo como serie animada. La primera de ellas tuvo lugar entre 1973 y 1985, aunque se le cambió el nombre por el de los Súper Amigos y fue dirigida a un público infantil. La violencia propia del género fue reducida, y la mayoría de las historias terminaban con lecciones morales. Los principales protagonistas eran Superman, Batman y Robin, la Mujer Maravilla y Aquaman.
- En 1997 se realizó un "telefilme" que debía servir de piloto a una serie con personajes reales de la Liga. Solamente quedó este telefilme, puesto que la serie nunca llegó a concretarse. Esta Liga estaba formada por el Detective Marciano (el líder y quien reclutaba a los héroes) escondido en una fortaleza espacial oculta bajo el agua. Los "leaguers" eran Flash, Fuego, Hielo, Atom y Green Lantern (Guy Gardner, muy alejado de la actitud pendenciera de los cómics). Esta historia los enfrentaba a un científico que tenía una máquina que controlaba el clima, además del reclutamiento de Ice. Además de la historia se veía a los héroes hablar frente a cámara a modo de entrevista y haciendo comentarios.
- La siguiente fue las series televisivas Liga de la Justicia y Liga de la Justicia Ilimitada, ambientada en el mismo universo de ficción que las series Batman: La serie animada, Superman: La serie animada y Batman Beyond. En esta Superman, Batman, la Mujer Maravilla, Flash, Linterna Verde (John Stewart), Chica Halcón y el Detective Marciano (aunque nunca se lo llama de esa manera sino por su nombre, J'onn J'onzz) se unen para combatir una invasión extraterrestre muy similar a la descrita en La guerra de los mundos. Tras su victoria, permanecen unidos como un grupo y colocan su base de operaciones en un satélite espacial, llamado "La Atalaya" ("The Watchtower") para prevenir que tales invasiones tengan lugar nuevamente. Esta serie terminó después de dos temporadas tras una segunda invasión extraterrestre, esta vez a cargo de la raza de Chica Halcón: Los thanagarianos. Al terminar esta serie, la reemplazó Liga de la Justicia Ilimitada. El enfoque es bastante diferente, ya que no hay un grupo de 7 miembros sino prácticamente todo un ejército de superhéroes viviendo en ese satélite, entre los que destacan Flecha Verde, Pregunta, Súpergirl, Vixen, Canario Negro, Capitán Atom, la Cazadora, etc. En esta segunda temporada se explora el miedo que tiene el gobierno de los Estados Unidos y de la ONU al ver que todos los superhéroes se unen bajo un mismo mando siendo capaces (bajo la sospecha de los militares) de conquistar cualquier país, así que desarrollaron una oficina llamada CADMUS para diseñar planes de contingencia en caso de que los superhéroes decidieran atacar los gobiernos establecidos llevando planes como desarrollo de armamento, supersoldados, clonación y mejoramiento genético de Supergirl para enfrentar al invencible Superman, ese miedo incluso se difundió en medio de la misma Liga con el detectivesco héroe Pregunta. En resumen, la segunda temporada se basa más en la paranoia y la pregunta de "quién tiene el verdadero poder y merece tenerlo" Durante algunos capítulos de la serie ya mencionada, apareció una versión nueva de la LJA en el futuro con héroes alternos como Static, Terry Mcginnis, Brainiac y otros sucesores como el hijo de Linterna Verde y Chica Halcón, etc.
- Otras series de mención de la Liga de la justicia son: Smallville, donde un equipo formado por Clark en el episodio Justice tiene lugar a una reunión de algunos de los futuros héroes de la Tierra., Otras series donde ha aparecido son: The Batman, Batman: The Brave and the Bold y Young Justice
- en 2015 se estrenó una nueva serie, titulada, Justice League Action, que finalizó en 2018 tras 52 episodios.

### Cine

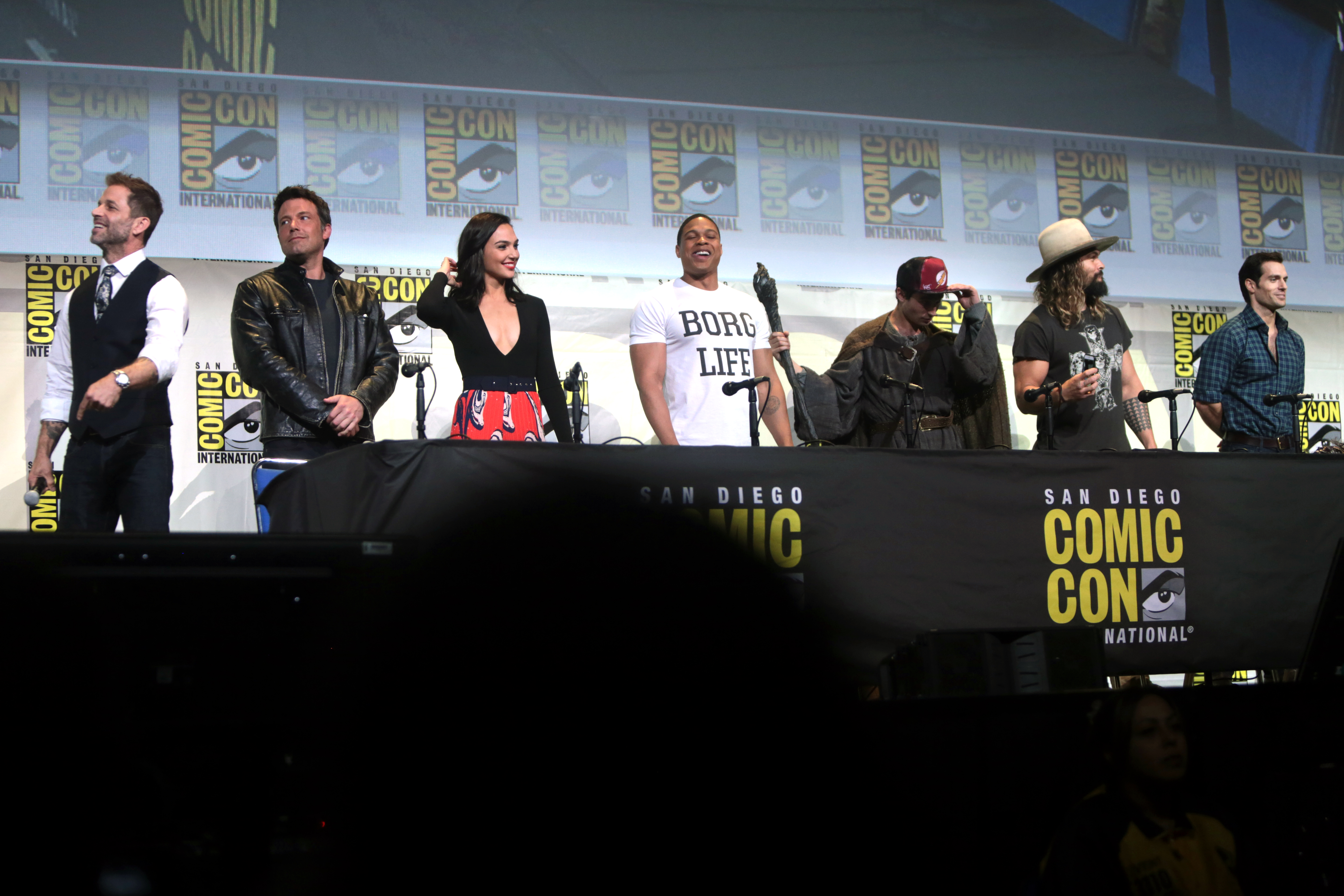
El elenco de la película Liga de la Justicia

En cuanto a filmes animados se destacan:
- Liga de la Justicia: Crisis en las dos tierras, película animada basada en la novela gráfica llamada JLA: Tierra 2.
- Liga de la Justicia: La nueva frontera basada en la popular historia de Darwyn Cooke.
- Liga de la Justicia: Doom (2012), proyecto animado que se centra en el arco argumental de la historia Torre de Babel, escrita por Grant Morrison.
- Liga de la Justicia: La Paradoja Flashpoint (2013), Un filme donde su protagonista es The Flash resolviendo el dilema de una realidad alterada siguiendo los acontecimientos de Flashpoint que dio en los cómics en 2011, y que permitió la renovación de los personajes del Universo DC.
- Liga de la Justicia: Guerra (2014), Basada en la primera adaptación sobre las historias contadas en los Números #1 de Los Nuevos 52 que inició el reinicio de las publicaciones de DC Comics contadas en el cómic de Liga de la Justicia, que se publicó en 2011, marcando el reinicio del Universo DC plasmado en el cine animado.
- Liga de la Justicia: El Trono de Atlantis (2015), Se basa en el arco argumental llamado El Trono de Atlántis, donde se relata la guerra entre los atlantes y los humanos. Además, se contará parte del origen de Aquaman.
- Liga de la Justicia y Los Jóvenes Titanes: Unión en acción, eplícula que enfrenta a los Jóvenes Titanes contra la Liga de la Justicia, y cuyo enemigo principal es Trigon.

Otros proyectos de la Liga de la justicia animada en películas directas a video son:
- Aventuras de la Liga de la Justicia: Atrapados en el Tiempo
- Liga de la Justicia: Dioses y monstruos
- Lego DC Comics Super Heroes: Justice League vs. Bizarro League
- Lego DC Comics Super Heroes: Justice League: Attack of the Legion of Doom
- Lego DC Comics Super Heroes: Justice League: Cosmic Clash
- Liga de la Justicia de Imaginext

#### Proyectos no oficiales extranjeros
- Kryptonita, es película argentina independiente, basada en la novela homónima de Leonardo Oyola. En esta historia, muestra una versión de Superman donde no pasa de su Krypton natal a Smallville sino que llega a una localidad argentina conocida como Isidro Casanova, un barrio periférico de Buenos Aires. Allí se forma La Liga de la Justicia en vez de los Estados Unidos, con un Superman/Clark Kent llamado Nafta Súper/Pinino, La Mujer Maravilla es Lady Di, Linterna Verde es Faisán, Flash es Ráfaga, Batman/Bruce Wayne es El Señor de la Noche/Federico, el Detective Marciano es Juan Raro y Cuñataí Güirá es la Chica Halcón.[41]

#### Universo extendido de DC
En cuanto al proyecto fílmico en Live Action (Acción Real) se destaca:
- Liga de la Justicia (2017), es el proyecto fílmico anunciado por DC Comics en asociación con Warner Bros, en el cual, siguiendo los fallidos intentos anteriores de adaptación fílmica con actores reales, por fin dan luz verde al desarrollo del proyecto fílmico que durante años ha sido cuestionado por el tema del director, la trama y los personajes que aparecerían en el filme. Este proyecto, que encabezaría un arco coral inverso a lo establecido con la saga fílmica de The Avengers, en el cual, se ha planeado contar las historias posteriores como se ha reiterado varias veces sobre filmes de los personajes que se han planificado varias veces podrían aparecer en el cine, ahora, retomado dicho proyecto cinematográfico tras una serie de disputas legales y huelga de guionistas, el próximo proyecto de DC Comics y la Warner Bros, de la cual está trabajando para estrenar la película ya no 2015 sino en 2017-2018, es que el proyecto concreto en torno al proyecto cinematográfico de La Liga de la Justicia inicialmente se había venido preparando el guion inicialmente a cargo por Will Beall.[42]

Dicha La sinopsis en ese momento revelaba que se basaba en una historia tomaba de las páginas del cómic de 1980, titulado:  “Crisis on New Genesis or Where Have All the New Gods Gone?” (Crisis en Nuevo Génesis o ¿A dónde han ido todos los Nuevos Dioses?) en el cual, Darkseid sería el villano de la película En ese sentido, también ya se habían surgiendo más nombres de directores que estarían entre los posibles candidatos:
- Brett Ratner (X-Men: The Last Stand)
- Ruben Fleischer (Zombieland)
- McG (Terminator Salvation)
- Zack Snyder (Watchmen, Man of Steel)

La Liga de la Justicia finalmente es dirigida por Zack Snyder, el cual tomará cargo del proyecto inmediatamente termine de filmar Batman v Superman: Dawn of Justice, al cual se considerará como secuela directa de la misma y que a su vez permita establecer una serie de Spin-Offs basados en los personajes anunciados en la película que Snyder está dirigiendo. En Batman v Superman: Dawn of Justice, Bruce Wayne se une a Diana Prince y Clark Kent contra el monstruoso Doomsday a costa de la vida de Clark. En memoria de Superman, Bruce decide formar un equipo de héroes para enfrentarse a otras amenazas alienígenas. En Liga de la Justicia, Bruce recluta al rey Atlanteano Arthur Curry, el velocista Barry Allen, y un mitad hombre-mitad máquina Victor Stone para evitar que Steppenwolf recupere las tres Cajas Madre, que planea usar para destruir la Tierra. Después de recuperar con éxito las cajas, Steppenwolf transforma el ruso en una sede. Sin embargo, es derrotado por un Superman resucitado. Al final de la película, Bruce instala una sede en una vieja Mansión Wayne abandonada para el equipo, al que Diana agrega que podría haber espacio para más.